# Enrico Nicoletti
Enrico Nicoletti (Monte San Giovanni Campano, 8 ottobre 1936 – Roma, 3 dicembre 2020) è stato un imprenditore e criminale italiano, considerato il cassiere della Banda della Magliana.

## Biografia
Nacque l'8 ottobre 1936 presso il palazzo Nicoletti, sito in frazione Colli a Monte San Giovanni Campano, in provincia di Frosinone; i suoi genitori gestivano un negozio di alimentari presso l'abitazione di famiglia. A 18 anni si arruolò nell'Arma dei Carabinieri, all'interno della quale rimase appena un anno, trasferendosi a Roma. Nella capitale visse a Centocelle, dove nel corso degli anni '60 iniziò a reinvestire in prestiti a strozzo i soldi affidatigli dalla piccola criminalità locale (tra cui i cosiddetti "testaccini"), che contava su di lui per farli "viaggiare, moltiplicare e lavare". Operò anche come proprietario dell'Eurocar, un autosalone acquistato con l'aiuto di un "gruppo di zingari" che avrebbe intimidito il precedente titolare. Sposò Gabriella Cinti ed ebbe tre figli tra cui Massimo e Antonio.
Ebbe rapporti col clan dei Casamonica ed in particolare con Vittorio, Enrico, Luciano, Antonino e Guerino, che lo avrebbero aiutato a "convincere" i suoi clienti più restii a saldare eventuali debiti; ebbe rapporti anche col boss Tiberio Cason, al quale vendette una macchina (nella quale fu poi ucciso poche ore dopo insieme al fratello Lorenzo) e diede una villa a Lavinio, quest'ultima regalata per "sdebitarsi" dell'aiuto fornito da Cason nella liberazione di uno dei figli di Enrico, rapito da ignoti. Pagò inoltre parte del riscatto per la liberazione dell'assessore regionale Ciro Cirillo da parte delle Brigate Rosse.
Importante proprietario di terreni ed imprenditore edile, Nicoletti fu il principale artefice della realizzazione del nuovo campus per l'Università degli Studi di Roma Tor Vergata, in quanto proprietario dei terreni e capofila di un gruppo di imprenditori edili che costruirono materialmente gli edifici, e fu coinvolto anche nella costruzione dell'Università di Cassino.
Il 29 settembre 1984 fu arrestato a Fiumicino in un autosalone insieme a Ciro Maresca, venendo anche coinvolto nelle inchieste sulla realizzazione dell'Università di Tor Vergata. Nel 1986, durante la permanenza in carcere, avrebbe conosciuto Enrico De Pedis al quale, una volta usciti, accordò un prestito di 250 milioni di lire e al quale regalò una pizzeria nel rione Trastevere. Fu inoltre amico stretto di Giuseppe Ciarrapico, Giulio Andreotti e Vittorio Sbardella.
Nel 2011 è stato arrestato con le accuse di associazione a delinquere finalizzata alla commissione di millantato credito, truffa, usura, falso, riciclaggio e ricettazione. Successivamente è stato condannato a sei anni e sei mesi di reclusione presso il carcere di Rebibbia per usura, venendo poi trasferito agli arresti domiciliari per le sue precarie condizioni di salute. Diverse sue proprietà sono state sequestrate tra cui: Villa Osio a Roma nel quartiere Ardeatino, poi ceduta a Roma Capitale e trasformata nella Casa del jazz, il natio palazzo Nicoletti a Monte San Giovanni Campano, di cui è stata ordinata nel 2021 la demolizione poi rinviata, una villa a Castel Gandolfo, un terreno a Cupramontana ed una villa a Grottaferrata, poi riconvertita in casa di semi-autonomia per donne vittime di violenza.
Morì il 3 dicembre 2020 presso la clinica Villa Mafalda di Roma. I funerali si sono tenuti il 7 dicembre successivo a Monte San Giovanni Campano, dove è stato sepolto presso il piccolo cimitero comunale.

## Nella cultura di massa
La figura di Nicoletti avrebbe ispirato il personaggio Er Secco del libro di Giancarlo De Cataldo Romanzo criminale, che appare anche nell'omonimo film, dove è interpretato da Stefano Fresi, e nell'omononima serie televisiva, dove è interpretato da Vincenzo Tanassi. Nicoletti stesso ha sempre rigettato questa interpretazione (così come qualsiasi coinvolgimento con la Banda della Magliana), sostenendo che Er Secco fosse invece Ernesto Diotallevi.